# エネルギー・シティーズ
エネルギー・シティーズ（英: Energy Cities）は、ヨーロッパにおいてエネルギー消費に関する地方自治体の協会である。30国からの1,000町が所属する。運営委員会は11の市議会議員が集まる。2009年からドイツのハイデルベルク市長は運営委員会長として務める。1990年発足した。